# واکارای (سری‌لانکا)
واکارای (به لاتین: Vakarai) یک منطقهٔ مسکونی در سری‌لانکا است که در ناحیه باتیکالوا واقع شده‌است.